# Meciberna

Mapa de la Antigua Macedonia con la ubicación de Meciberna, junto al golfo Toroneo.

Meciberna (en griego, Μηκύβερνα) fue una antigua ciudad griega de la península Calcídica. 

## Historia
Es citada por Heródoto como una de las ciudades —junto a Torone, Galepso, Sermile y Olinto— situadas en Sitonia donde Jerjes, tras doblar el cabo Ampelo reclutó tropas y naves en su expedición del año 480 a. C. contra Grecia.
Posteriormente la ciudad perteneció a la liga de Delos puesto que es mencionada en listas de tributos a Atenas desde 454/3 hasta 433/2 a. C.
En la paz de Nicias del año 421 a. C. se estipulaba que los habitantes de Meciberna, de Sane y de Singo vivirían en sus propias ciudades en las mismas condiciones que los olintios y los acantios, lo que se ha interpretado por algunos historiadores como que Meciberna había hecho sinecismo con Olinto en la revuelta que tuvo lugar el año 432 a. C. y que en el tratado de paz se volvía a establecer que debería ser una polis independiente de Olinto.
En el año 420 a. C., Meciberna, que tenía una guarnición de soldados atenienses, fue tomada al asalto por los habitantes de la ciudad de Olinto.
En 349 a. C., Filipo II de Macedonia, antes de capturar Olinto, tomó Meciberna y Torone, mediante una traición.

## Localización
Estrabón señala que Meciberna era el puerto de Olinto y que estaba situada a orillas del golfo Toroneo.
Sus restos, que se remontan a principios del periodo arcaico, se hallan a unos 4 km al sur de Olinto.